# Datore luci
In ambito teatrale il datore luci è il tecnico deputato al controllo degli apparati d'illuminazione necessari allo spettacolo.
Il datore luci segue il copione dalla postazione di regia e gestisce le fonti luminose secondo le indicazioni del regista e del disegnatore delle luci. Lo strumento che permette il controllo delle fonti luminose è il mixer luci.
Il compito del tecnico non si limita alla semplice accensione o spegnimento di una fonte luminosa nel momento giusto, in accordo con la scena e con il momento della recita: la velocità con cui i proiettori luminosi si devono accendere, l'intensità con la quale devono illuminare l'area del palco desiderata, l'azione in scena o il gruppo di attori che devono essere illuminati, la posizione, l'orientamento, il colore, la velocità di rotazione o inclinazione, il tempo per i quali devono rimanere accesi.
Nelle fasi di allestimento dello spettacolo dovrà tenere conto delle differenti esigenze delle altre figure professionali che collaborano con lui: costumisti, truccatori, scenografi, fotografi di scena.